# Miguel Barnet
Miguel Barnet Lanza (Havana, 28 de janeiro de 1940), é um poeta, narrador, ensaísta, etnólogo e político cubano, presidente da União de Escritores e Artistas de Cuba (2007) e da Fundação Fernando Ortiz. É ademais membro do Comité Central do Partido Comunista de Cuba, deputado à Assembleia Nacional e membro do Conselho de Estado.

## Biografia
Conhecido por sua novela-testemunho Biografia de um cimarrón (1966), é um dos escritores cubanos de maior sucesso internacional, e sua obra está traduzida em várias línguas. Em 1994 obteve o Prêmio Nacional de Literatura de Cuba.
Desde muito jovem vinculou-se a figuras cimeiras da etnologia cubana, como Argeliers León e Isaac Barreal. Colaborou com Alejo Carpentier na Imprensa Nacional de Cuba e com Nicolás Guillén na União Nacional de Escritores e Artistas de Cuba, instituição da qual é fundador e vice-presidente por eleição. É formado pelo Primeiro Seminário de Etnologia e Folclore criado pelo etnólogo e musicólogo Argeliers León em 1960.
Com 21 anos de idade fez parte do grupo fundador da Academia de Ciências de Cuba e integrou a primeira equipa de trabalho de seu recém criado Instituto de Etnología e Folklore. Durante os sete anos em que laborou como investigador cientista desta instituição, recebeu diversos cursos nestas matérias, dadas por professores cubanos e estrangeiros, e obteve altas qualificações. Especializou-se na investigação etnológica e em aspectos da transculturación das religiões de origem africana em Cuba e no Caraíbas. Sua bibliografia exibe os seguintes títulos: A pedra fina e o pavorreal, Ilha de güijes, A sagrada família -poemario que recebeu Menção no Prêmio Casa das Américas 1967-, Orikis e outros poemas, Carta de noite, Mapa do tempo, Vendo minha vida passar, Com pés de gato e Actas do final (poesia). Autógrafos cubanos, A fonte viva e Cultos afrocubanos (crónica, ensaio, monografía). Akeké e a jutía (fábulas cubanas, 1978). Biografia de um cimarrón (elaborada a partir dos relatos orais de um antigo escravo chimarrão, Esteban Montejo). , Canção de Rachel, Galego, A vida real e Oficio de anjo (romances–testemunho). Escreveu guiões de vários documentários cinematográficos e das conhecidas longas metragens cubanas Galego, baseado na sua novela homónima e A Bela do Alhambra, inspirada na sua novela Canção de Rachel e premiado no Festival de Cinema de Havana, bem como em outros certames internacionais. Esta fita recebeu o Prémio Goya em Espanha, em 1990, pelo melhor filme estrangeiro de fala hispânica. Participa em congressos, eventos literários, recitais de poemas de sua própria obra, e tem dado conferências em universidades de Europa, Estados Unidos, América Latina e África. Além de ser um activo promotor cultural em Cuba, é um profundo conhecedor da música cubana, sobre a qual tem escrito e ditado conferências ilustradas com artistas cubanos de talha internacional. Foi bolseiro do Sistema de Bolsas Académicas de Alemanha (DAAD) e da Bolsa Guggenheim dos Estados Unidos.
Em 1995 cria-se por sua gestão, e com o apoio do Ministério de Cultura de Cuba, a Fundação Fernando Ortiz, instituição cultural cubana de carácter público e civil, não governamental da qual é presidente. Em 1996 foi designado, pela Unesco e pelo Ministério de Relações Exteriores de Cuba, membro do Conselho Executivo de dita organização. Nesse mesmo ano recebe o título de Mestre em História Contemporânea que outorga a Universidade de Havana, e em fevereiro de 1997, sob proposta da mencionada instituição de altos estudos, a Comissão Nacional Cubana de Graus Científicos lhe outorgou o título de Doutor em Ciências Históricas. Em maio de 1997, a Cátedra Extraordinária de Nossa América, da Faculdade de Ciências Antropológicas da Universidade Autónoma de Yucatán, em Mérida, México, nomeou-o membro do seu Conselho Honorário, em representação da República de Cuba no âmbito académico americanista.
Dirige desde 1999 a revista cubana de antropologia Catauro. Em 2006 obtém o Prêmio Juan Rulfo na categoria Conto pelo seu relato Fátima ou o parque da fraternidade, que relata a vida de um travesti de Havana, e em 2012, publica-se a tradução ao inglês (Fátima, Queen of the Night) na prestigiosa revista norte-americana World Literature Today.
É Fundador da UNEAC e seu actual Presidente. É Vice-presidente do Comité Científico Internacional do Programa Rota do Escravo.

## Obras

### Romance
- Chimarrão - História de um Escravo - no original Biografía de un cimarrón (1966)
- Canción de Rachel (1969)
- Gallego (1983)
- La vida real (1986)
- Oficio de ángel (1989)

### Poesia
- La piedrafina y el pavorreal (1963)
- Isla de güijes (1964)
- La sagrada familia (1967)
- Orikis y otros poemas (1980)
- Carta de noche (1982)
- Viendo mi vida pasar (antología, 1987)
- Mapa del tiempo (1989)
- Poemas chinos (1993)
- Con pies de gato (antología, 1993)
- Actas del final (2000)

### Ensaio e etnologia
- Akeké y la Jutía. Fábulas cubanas
- Cultos Afrocubanos. La Regla de Ocha. La Regla de Palo Monte (1995)
- La fuente viva (1998)
- Cimarrón: Historia de un esclavo

### Prémios, ordens, distinções e condecoraciones
- Prêmio da Crítica Literária por Galego, 1983
- Prêmio da Crítica Literária, 1986
- Diploma Premeio 30 Anos do ICAIC.
- Medalha Alejo Carpentier
- Prêmio Nacional de Literatura, 1994
- Ordem Félix Várela, 1995
- Ordem Juan Marinello, 1996
- Prêmio Juan Rulfo 2006
- Prêmio Iberoamericano de Letras José Donoso (2007)